# Борго Бруни (Ферара)
Борго Бруни (итал. Borgo Bruni) је насеље у Италији у округу Ферара, региону Емилија-Ромања.
Према процени из 2011. у насељу је живело 23 становника. Насеље се налази на надморској висини од 0 м.